# 샤프베르크산

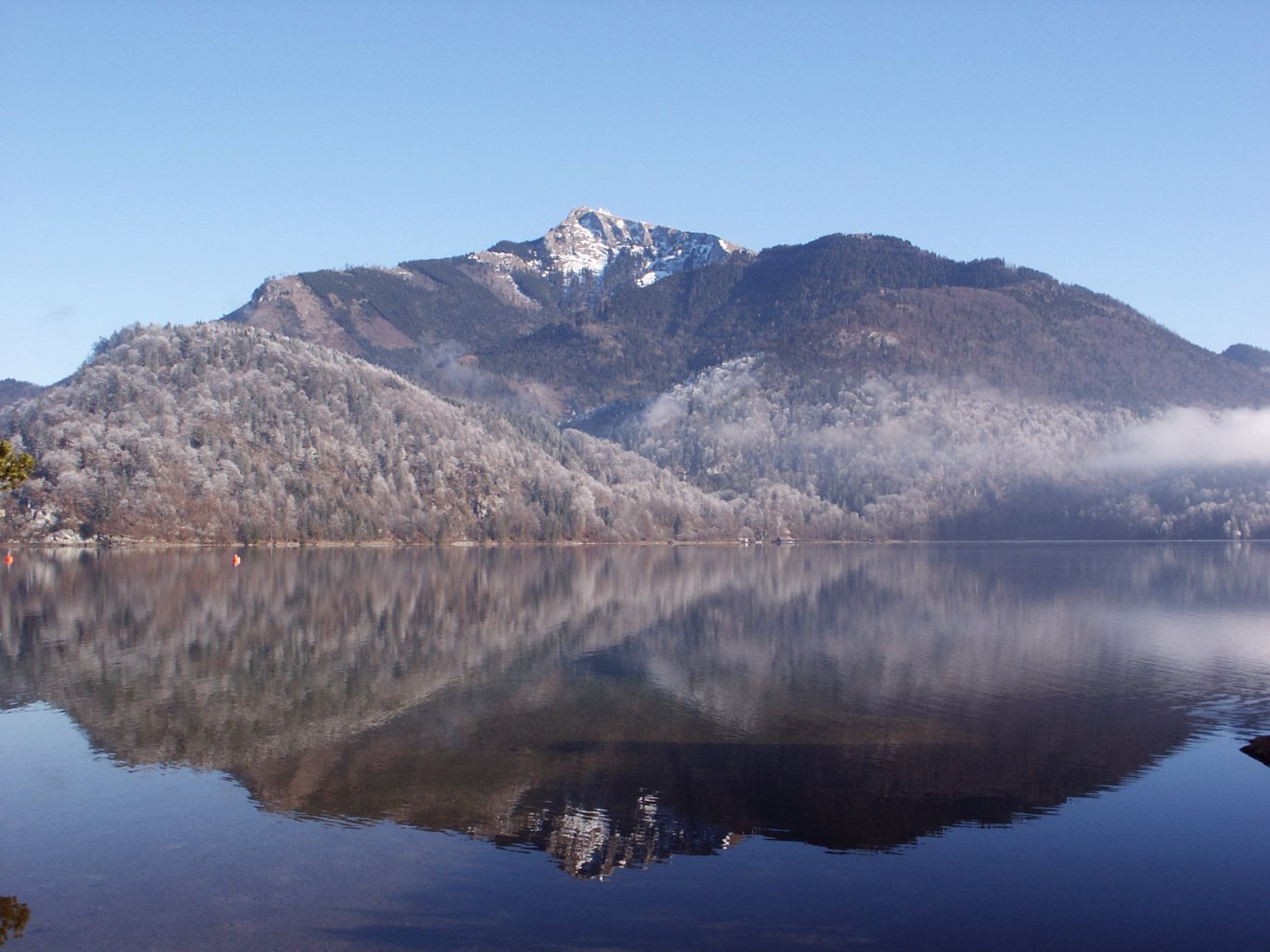
샤프베르크 산

샤프베르크산(Schafberg)은 오스트리아 잘츠부르크주에 위치한 산이다. 높이는 1,783m(5,850 ft)이다.